# Liste der denkmalgeschützten Objekte in Röschitz
Die Liste der denkmalgeschützten Objekte in Röschitz enthält die 32 denkmalgeschützten, unbeweglichen Objekte der Gemeinde Röschitz.

## Denkmäler
| Foto |                 | Denkmal                                                                           | Standort                                                          | Beschreibung | Metadaten |
| ---- | --------------- | --------------------------------------------------------------------------------- | ----------------------------------------------------------------- | --- | --- |
| ja   | Datei hochladen | Kath. Filialkirche Mariae Aufnahme in den Himmel HERIS-ID: 50009 Objekt-ID: 54468 | südöstlich Klein-Jetzelsdorf 54 Standort KG: Kleinjetzelsdorf     | Im Jahre 1817 wurde die Kirche, die 250 Jahre lang in ruinösem Zustand war, wiedererrichtet. Die Fassade des kapellenartigen Baues hat Rundbogenfenster und ist ansonsten nicht gegliedert. Der vorgestellte Nordturm mit oberer Lisenengliederung hat rundbogige profilierte Steingewändefenster mit Balustrade im Schallgeschoß, Uhrengiebel und einen Spitzhelm. An der Ostseite des Turmes – auf dem Foto zu erkennen – befindet sich eine Nische mit einem Steinrelief Christus am Kreuz, das mit 1529, vermutlich dem Baujahr der Vorgängerkirche, bezeichnet ist | BDA-Hist.: Q38037530 Status: § 2a Stand der BDA-Liste: 2025-06-30 Name: Kath. Filialkirche Mariae Aufnahme in den Himmel GstNr.: 137 Filialkirche Klein-Jetzelsdorf               |
| ja   | Datei hochladen | Kriegerdenkmal HERIS-ID: 64740 Objekt-ID: 77484                                   | südöstlich Klein-Jetzelsdorf 54 Standort KG: Kleinjetzelsdorf     | Denkmal für die Gefallenen des 1. Weltkrieges. | BDA-Hist.: Q38108028 Status: § 2a Stand der BDA-Liste: 2025-06-30 Name: Kriegerdenkmal GstNr.: 805 Kriegerdenkmal Klein-Jetzelsdorf                                               |
| ja   | Datei hochladen | Bildstock HERIS-ID: 61729 Objekt-ID: 74200                                        | Standort KG: Kleinjetzelsdorf                                     | Abgefaster Pfeiler mit Quaderaufsatz und Steinkreuzbekrönung. Der Aufsatz ist mit 1678 bezeichnet und trägt Reliefs der heiligen Familie sowie der Heiligen Simon und Antonius. | BDA-Hist.: Q38097196 Status: § 2a Stand der BDA-Liste: 2025-06-30 Name: Bildstock GstNr.: 500                                                                                     |
| ja   | Datei hochladen | Bildstock HERIS-ID: 61731 Objekt-ID: 74202                                        | südlich Klein-Reinprechtsdorf 1 Standort KG: Kleinreinprechtsdorf | Obeliskenpfeiler auf Würfelpostament aus dem 17. Jahrhundert. Aus der Zeit um 1900 stammt das Putzrelief Putto mit Weinranken. | BDA-Hist.: Q38097204 Status: § 2a Stand der BDA-Liste: 2025-06-30 Name: Bildstock GstNr.: 260                                                                                     |
| ja   | Datei hochladen | Ortskapelle Kleinreinprechtsdorf HERIS-ID: 50016 Objekt-ID: 54480                 | neben Klein-Reinprechtsdorf 18 Standort KG: Kleinreinprechtsdorf  | Der schlichte Bau mit Segmentbogenfenstern und vorgebautem Nordturm mit Pyramidendach stammt aus der Mitte des 18. Jahrhunderts. | BDA-Hist.: Q38037599 Status: § 2a Stand der BDA-Liste: 2025-06-30 Name: Ortskapelle Kleinreinprechtsdorf GstNr.: 1                                                                |
| ja   | Datei hochladen | Kath. Pfarrkirche hl. Pankraz HERIS-ID: 50486 Objekt-ID: 55524                    | gegenüber Roggendorf 34 Standort KG: Roggendorf                   | Ende des 17. Jahrhunderts wurde eine Vorgängerkapelle zu einer barockhaften Kirche umgebaut, die 1785 den vorgestellten Westturm erhielt. Steinsichtiges Bruchsteinmauerwerk im Fundamentbereich, Fassade durch profiliertes Traufgesims, Ecklisenen und faschengerahmte Rundbogenfenster gegliedert. Der durch Fassadenschmiegen vom Langhaus abgesetzte Turm mit Lisenengliederung hat rundbogige Balusterfenster im Schallgeschoß, Uhrengiebel und einen Zwiebelhelm aus dem Jahre 1862.                                                                             | BDA-Hist.: Q38040343 Status: § 2a Stand der BDA-Liste: 2025-06-30 Name: Kath. Pfarrkirche hl. Pankraz GstNr.: 3 Pfarrkirche Roggendorf                                            |
| ja   | Datei hochladen | Pfarrhof HERIS-ID: 64739 Objekt-ID: 77483                                         | Roggendorf 34 Standort KG: Roggendorf                             | Eingeschoßiger fünfachsiger Bau mit Walmdach, umlaufendem gekehltem Traufgesims und faschengerahmten Fenstern. Wurde 1865 ausgebaut. | BDA-Hist.: Q38108020 Status: § 2a Stand der BDA-Liste: 2025-06-30 Name: Pfarrhof GstNr.: 5                                                                                        |
| ja   | Datei hochladen | Bildstock HERIS-ID: 61733 Objekt-ID: 74204                                        | bei Roggendorf 37 Standort KG: Roggendorf                         | Kassettierter abgefaster Schaft mit Quaderaufsatz und Steinkreuzbekrönung aus dem Jahre 1664. Im Schaft reliefierte gekreuzte Hauermesser, im Aufsatz Reliefs Josef mit dem Knaben Jesus, Schmerzhafte Muttergottes und Kruzifix. | BDA-Hist.: Q38097213 Status: § 2a Stand der BDA-Liste: 2025-06-30 Name: Bildstock GstNr.: 1/23                                                                                    |
| ja   | Datei hochladen | Kruzifix/Kreuz HERIS-ID: 61737 Objekt-ID: 74208                                   | gegenüber Roggendorf 53 Standort KG: Roggendorf                   | Kruzifix mit Maria Magdalena aus dem 3. Viertel des 18. Jahrhunderts. | BDA-Hist.: Q38097230 Status: § 2a Stand der BDA-Liste: 2025-06-30 Name: Kruzifix/Kreuz GstNr.: 1588/19                                                                            |
| ja   | Datei hochladen | Bildstock HERIS-ID: 61734 Objekt-ID: 74205                                        | Standort KG: Roggendorf                                           | Stufensockel mit Achtseitpfeiler, profilierter Platte, einseitig geöffnetem Tabernakelaufsatz und Steinkreuzbekrönung aus der 2. Hälfte des 17. Jahrhunderts. In der Tabernakelnische Statuette Maria mit dem Jesuskind. | BDA-Hist.: Q38097222 Status: § 2a Stand der BDA-Liste: 2025-06-30 Name: Bildstock GstNr.: 947/1                                                                                   |
| ja   | Datei hochladen | Figurenbildstock Christus mit Weltkugel HERIS-ID: 61751 Objekt-ID: 74222          | Am Mühlberg Standort KG: Röschitz                                 | Die Figur steht auf einer Säule mit Engelskofkapitell über einem Quadersockel. | BDA-Hist.: Q38097306 Status: § 2a Stand der BDA-Liste: 2025-06-30 Name: Figurenbildstock Christus mit Weltkugel GstNr.: 5773/1                                                    |
| ja   | Datei hochladen | Figurenbildstock hl. Johannes Nepomuk HERIS-ID: 61756 Objekt-ID: 74227            | bei Granitz 1 Standort KG: Röschitz                               | Die bei der Maignerbachbrücke auf einem hohen prismatischen Pfeiler stehende polychromierte Johannes-Nepomuk-Statue stammt aus dem Jahr 1705 und wird von einem Blechdach geschützt. | BDA-Hist.: Q38097335 Status: § 2a Stand der BDA-Liste: 2025-06-30 Name: Figurenbildstock hl. Johannes Nepomuk GstNr.: 5749/2                                                      |
| ja   | Datei hochladen | Pfarrhof HERIS-ID: 50505 Objekt-ID: 55557                                         | Granitz 7 Standort KG: Röschitz                                   | Langgestrecktes zweigeschoßiges Gebäude mit putzfaschengerahmten Fenstern. Rundbogenportal. | BDA-Hist.: Q38040461 Status: § 2a Stand der BDA-Liste: 2025-06-30 Name: Pfarrhof GstNr.: 468                                                                                      |
| ja   | Datei hochladen | Kriegerdenkmal HERIS-ID: 61740 Objekt-ID: 74211                                   | neben Granitz 32 Standort KG: Röschitz                            | Denkmal für die Gefallenen der beiden Weltkriege mit einem Standbild des hl. Michael. | BDA-Hist.: Q38097268 Status: § 2a Stand der BDA-Liste: 2025-06-30 Name: Kriegerdenkmal GstNr.: 5746/9                                                                             |
| ja   | Datei hochladen | Wohnhaus HERIS-ID: 40480 Objekt-ID: 40419                                         | Granitz 44 Standort KG: Röschitz                                  | Giebelständiges zweigeschoßiges Gebäude aus dem 18. Jahrhundert mit Putzfaschen und geschwungenem Giebel mit Dachbodenfenstern, im dreieckigen Giebelabschluss ein Oculus. Über dem rundbogigen Hoftor ein Relief Maria mit dem Kind. | BDA-Hist.: Q37994618 Status: Bescheid Stand der BDA-Liste: 2025-06-30 Name: Wohnhaus GstNr.: 440                                                                                  |
| ja   | Datei hochladen | Figurenbildstock Maria Immaculata HERIS-ID: 61748 Objekt-ID: 74219                | Hauptplatz Standort KG: Röschitz                                  | Säule mit reliefiertem Kapitell auf Quadersockel, darauf die Figur der Maria Immaculata aus dem Jahre 1651. | BDA-Hist.: Q38097277 Status: § 2a Stand der BDA-Liste: 2025-06-30 Name: Figurenbildstock Maria Immaculata GstNr.: 5758/4 Maria Immaculata (Röschitz, Hauptplatz, ObjektID: 74219) |
| ja   | Datei hochladen | Bauernhaus HERIS-ID: 39709 Objekt-ID: 39488                                       | Hauptstraße 18 Standort KG: Röschitz                              | Traufständiges zweigeschoßiges Bauernhaus mit korbbogiger Einfahrt aus der 2. Hälfte des 18. Jahrhunderts. Ornamentale Torflügel aus der Mitte des 19. Jahrhunderts. | BDA-Hist.: Q37990718 Status: Bescheid Stand der BDA-Liste: 2025-06-30 Name: Bauernhaus GstNr.: 62                                                                                 |
| ja   | Datei hochladen | Dreifaltigkeitskapelle HERIS-ID: 50508 Objekt-ID: 55560                           | gegenüber Hauptstraße 23 Standort KG: Röschitz                    | Kleiner Bau mit südlichem Dachreiter aus dem Jahre 1681. Umlaufendes gekehltes Traufgesims, Fassade durch Putzrahmen und Rundbogenfenster gegliedert. Über einem ausgestellten Rechteckportal im Norden gebrochener Segmentbogengiebel und Rundbogennische mit der Figur eines Bischofs. Der Dachreiter mit Ecklisenen, Rundbogenfenstern im Schallgeschoß und Birnenhelm. | BDA-Hist.: Q38040485 Status: § 2a Stand der BDA-Liste: 2025-06-30 Name: Dreifaltigkeitskapelle GstNr.: 266                                                                        |
| ja   | Datei hochladen | Wohn- und Wirtschaftsgebäude HERIS-ID: 39708 Objekt-ID: 39487                     | Im Winkl 15 Standort KG: Röschitz                                 | Ein- bis zweigeschoßiges Gebäude mit Walmdach und umlaufendem gekehltem Traufgesims. Ecklisenen und faschengerahmte Fenster mit Sohlbänken. | BDA-Hist.: Q37990706 Status: Bescheid Stand der BDA-Liste: 2025-06-30 Name: Wohn- und Wirtschaftsgebäude GstNr.: 32                                                               |
| ja   | Datei hochladen | Kath. Pfarrkirche hl. Nikolaus HERIS-ID: 58055 Objekt-ID: 68494                   | gegenüber Kirchengasse 1 Standort KG: Röschitz                    | Barocker Saalbau aus den Jahren 1768 bis 1783 mit westlicher nach einem Brand von 1817 angebauter Turmfassade. Fassade wenig gegliedert mit profiliertem Traufgesims und Lisenen. Der Turm mit Ecklisenen und Rundbogenfenstern, Uhrengiebel und einem Zwiebelhelm mit Laterne und Pyramidendach aus dem Jahre 1872. | BDA-Hist.: Q2082931 Status: § 2a Stand der BDA-Liste: 2025-06-30 Name: Kath. Pfarrkirche hl. Nikolaus GstNr.: 1 Pfarrkirche hl. Nikolaus, Röschitz                                |
| ja   | Datei hochladen | Bildstock HERIS-ID: 61757 Objekt-ID: 74228                                        | vor Kirchengasse 2 Standort KG: Röschitz                          | Der Tabernakelpfeiler unterhalb der Kirche mit abgefastem Schaft, reliefiertem Tabernakel und Kreuzaufsatz ist mit 1681 bezeichnet. | BDA-Hist.: Q38097344 Status: § 2a Stand der BDA-Liste: 2025-06-30 Name: Bildstock GstNr.: 5744/1                                                                                  |
| ja   | Datei hochladen | Presshaus (Kellerstöckl) HERIS-ID: 43633 Objekt-ID: 44278                         | zwischen Kirchengasse 5 und 7 Standort KG: Röschitz               | Giebelständiges zweigeschoßiges Presshaus mit faschengerahmten Fenstern und 2 Oculi im Dreiecksgiebel. | BDA-Hist.: Q38004449 Status: Bescheid Stand der BDA-Liste: 2025-06-30 Name: Presshaus (Kellerstöckl) GstNr.: 500/2                                                                |
| ja   | Datei hochladen | Wohn- und Wirtschaftsgebäude HERIS-ID: 44298 Objekt-ID: 45074                     | Lange Zeile 2 Standort KG: Röschitz                               | Traufständiges zweigeschoßiges Gebäude mit rundbogiger Einfahrt, gekehltem Traufgesims, Eckquaderung und faschengerahmten Fenstern. Im Obergeschoß in profilierter Rundbogennische ein Tafelbild Maria Immaculata. | BDA-Hist.: Q38007891 Status: Bescheid Stand der BDA-Liste: 2025-06-30 Name: Wohn- und Wirtschaftsgebäude GstNr.: 289                                                              |
| ja   | Datei hochladen | Figurenbildstock Maria Immaculata HERIS-ID: 61750 Objekt-ID: 74221                | Lange Zeile 58 Standort KG: Röschitz                              | Auf abgefastem Pfeiler steht die durch ein Blechdach geschützte Figur der Maria Immaculata. | BDA-Hist.: Q38097297 Status: § 2a Stand der BDA-Liste: 2025-06-30 Name: Figurenbildstock Maria Immaculata GstNr.: 5758/5                                                          |
| ja   | Datei hochladen | Figurenbildstock Gnadenstuhl HERIS-ID: 61753 Objekt-ID: 74224                     | Pulkauer Straße 1 Standort KG: Röschitz                           | Auf einer Säule über einem Stufensockel steht die Figurengruppe Gnadenstuhl. Anmerkung: In Fehlerliste eingetragen. | BDA-Hist.: Q38097326 Status: § 2a Stand der BDA-Liste: 2025-06-30 Name: Figurenbildstock Gnadenstuhl GstNr.: 4144/5                                                               |
| ja   | Datei hochladen | Wohn- und Wirtschaftsgebäude HERIS-ID: 39711 Objekt-ID: 39490                     | Winzerstraße 33 Standort KG: Röschitz                             | Zweigeschoßiges Gebäude mit gequadertem Torbogen und kassettiertem Tor. Im Erdgeschoß Fenster mit profiliertem Gewände, im Obergeschoß Lisenengliederung und Fenster mit profiliertem Gewände, Sohlbänken und Verdachungen. | BDA-Hist.: Q37990745 Status: Bescheid Stand der BDA-Liste: 2025-06-30 Name: Wohn- und Wirtschaftsgebäude GstNr.: 245                                                              |
| ja   | Datei hochladen | Wohn- und Wirtschaftsgebäude HERIS-ID: 39710 Objekt-ID: 39489                     | Winzerstraße 34 Standort KG: Röschitz                             | Eingeschoßiges traufständiges Gebäude mit Fenstern mit profiliertem Gewände und zentralem Bogenportal. | BDA-Hist.: Q37990727 Status: Bescheid Stand der BDA-Liste: 2025-06-30 Name: Wohn- und Wirtschaftsgebäude GstNr.: 118                                                              |
| ja   | Datei hochladen | Ehem. Gutshof HERIS-ID: 38931 Objekt-ID: 38563                                    | Winzerstraße 52 Standort KG: Röschitz                             | Zweigeschoßiges traufständiges Gebäude im Kern aus dem 16./17. Jahrhundert mit rundbogiger Einfahrt. Profilierte Steingewändefenster, im Obergeschoß teilweise mit Sohlbänken und Verdachungen. Profiliertes Gesims, darüber Zahnschnittfries aus der 1. Hälfte des 19. Jahrhunderts. | BDA-Hist.: Q37985543 Status: Bescheid Stand der BDA-Liste: 2025-06-30 Name: Ehem. Gutshof GstNr.: 142                                                                             |
| ja   | Datei hochladen | Stadttor HERIS-ID: 61738 Objekt-ID: 74209                                         | Standort KG: Röschitz                                             | Rest eines Stadttores der ehemaligen Marktbefestigung. Von 2 Putten gehaltene Kartusche mit dem mit 1590 bezeichneten Marktwappen mit Weinranken, renoviert im Jahre 1773. | BDA-Hist.: Q38097240 Status: § 2a Stand der BDA-Liste: 2025-06-30 Name: Stadttor GstNr.: 5800/2                                                                                   |
| ja   | Datei hochladen | Bildstock HERIS-ID: 61739 Objekt-ID: 74210                                        | Standort KG: Röschitz                                             | Tabernakelpfeiler mit zweiseitig geöffnetem Tabernakel auf abgefastem Schaft mit krabbenbesetztem Steindach und Steinkreuzbekrönung aus dem beginnenden 16. Jahrhundert. Im Tabernakel Dreifaltigkeitsgruppe aus der 2. Hälfte des 18. Jahrhunderts. | BDA-Hist.: Q38097259 Status: § 2a Stand der BDA-Liste: 2025-06-30 Name: Bildstock GstNr.: 5757/1                                                                                  |
| ja   | Datei hochladen | Figurenbildstock Gnadenstuhl HERIS-ID: 61752 Objekt-ID: 74223                     | Standort KG: Röschitz                                             | Reliefierter Pfeiler mit Weinranken und polychromierter Figurengruppe Gnadenstuhl unter einem schützenden Blechdach. | BDA-Hist.: Q38097317 Status: § 2a Stand der BDA-Liste: 2025-06-30 Name: Figurenbildstock Gnadenstuhl GstNr.: 5758/30                                                              |
| ja   | Datei hochladen | Friedhofskapelle HERIS-ID: 50507 Objekt-ID: 55559                                 | Standort KG: Röschitz                                             | Die Kapelle wurde 1875 bis 1877 von Friedrich von Schmidt erbaut, hat ein Satteldach mit Steinkreuz auf dem Giebel und einen Eingang mit Säulenbaldachin. | BDA-Hist.: Q38040474 Status: § 2a Stand der BDA-Liste: 2025-06-30 Name: Friedhofskapelle GstNr.: 1                                                                                |